# Wettbewerbskommission

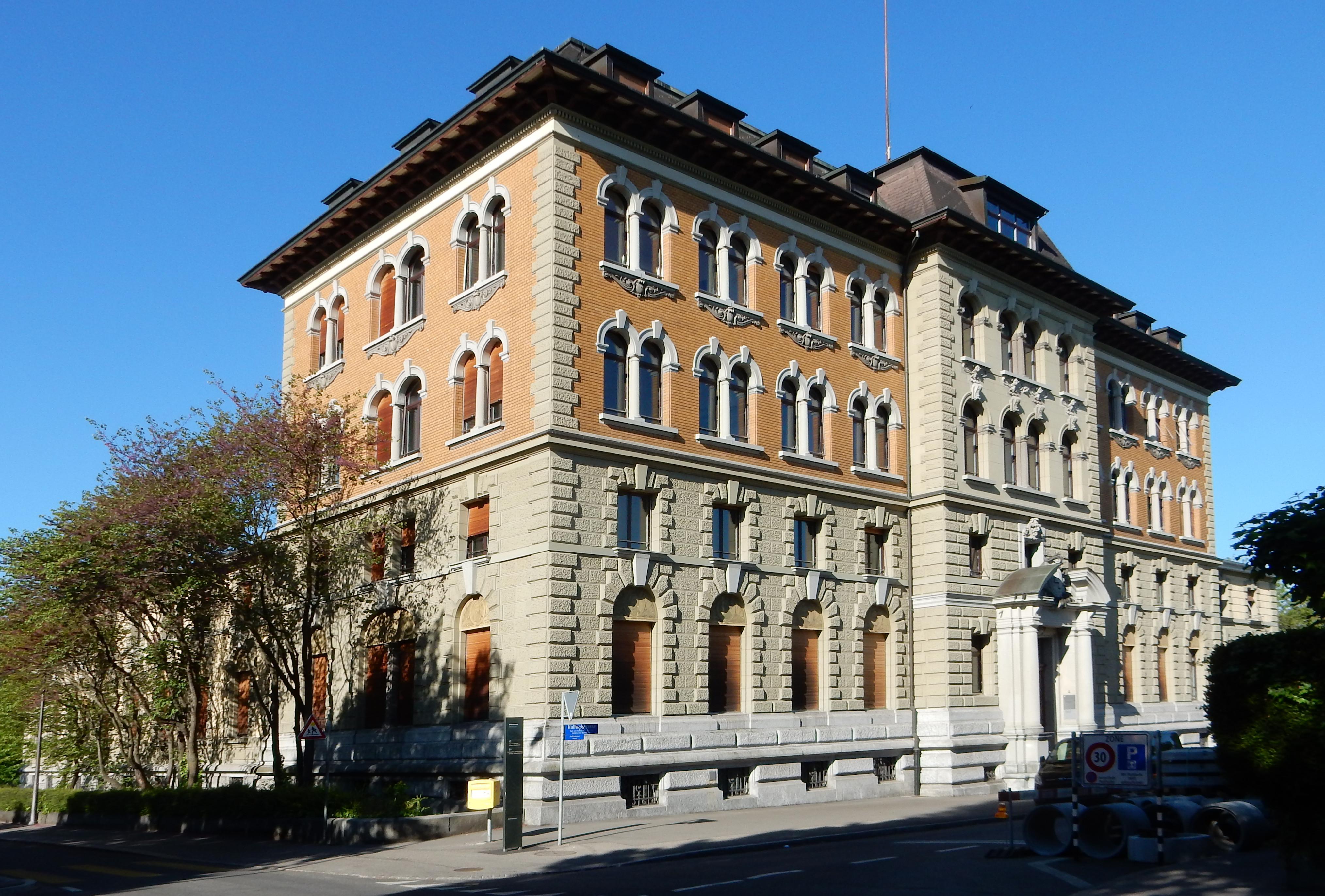
Die Wettbewerbskommission befindet sich in Bern an der Hallwylstrasse 4 (2021)

Die Wettbewerbskommission (Kürzel offiziell WEKO, sonst meist Weko; französisch Commission de la concurrence, italienisch Commissione della concorrenza, rätoromanisch Comissiun da concurrenza) bildet mit dem zugehörigen Sekretariat die Wettbewerbsbehörde der Schweiz. Sitz der Behörde ist Bern. Die Wettbewerbskommission wurde 1996 als Nachfolgerin der Kartellkommission geschaffen. Die Wettbewerbskommission ist entscheidungs- und weisungsunabhängig. Administrativ ist sie dem Eidgenössischen Departement für Wirtschaft, Bildung und Forschung zugeordnet.

## Aufgaben

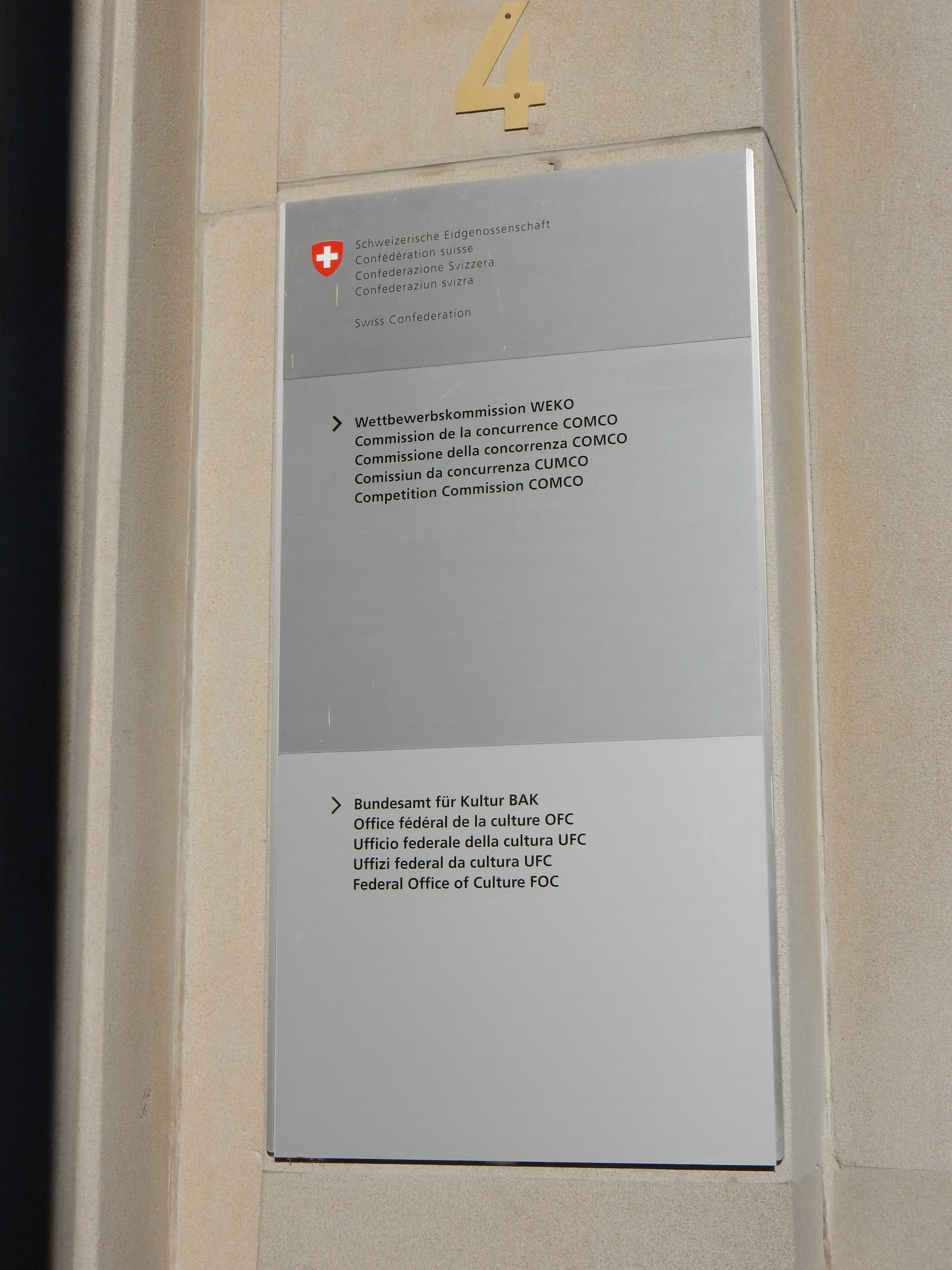
Eingangsschild (2021)

Der Wettbewerbskommission obliegt die Anwendung des Bundesgesetzes über Kartelle und andere Wettbewerbsbeschränkungen. Aufgabe ist die Überprüfung von Wettbewerbsabreden, die Bekämpfung des Missbrauchs marktbeherrschender Stellungen und die Kontrolle von Unternehmenszusammenschlüssen. Hierzu kann die Wettbewerbskommission unter gewissen Voraussetzungen Wettbewerbsabreden, Verhaltensweisen beherrschender Unternehmen und Unternehmenszusammenschlüsse untersagen oder Unternehmenszusammenschlüsse nur unter Bedingungen oder Auflagen zulassen. In bestimmten Fällen kann sie Sanktionen (Geldstrafen) aussprechen.
Die Wettbewerbskommission nimmt Stellung zu Entwürfen von wirtschaftspolitischen Erlassen des Bundes und kann dem Bundesrat und anderen Behörden Empfehlungen zur Förderung des Wettbewerbs unterbreiten.

## Organisation
Zu unterscheiden ist zwischen der Wettbewerbskommission als Entscheidgremium und dem Sekretariat als Untersuchungsbehörde. Die Trennung ist dabei nicht strikt. So beaufsichtigt der Kommissionspräsident die Geschäftsführung des Sekretariats, das Sekretariat benötigt für eine Untersuchungseröffnung das Einvernehmen eines Mitglieds des Kommissionspräsidiums, und das Sekretariat kann wichtige Fragen mit der Kommission besprechen.

### Kommission
Gemäss Kartellgesetz besteht die Wettbewerbskommission aus 11 bis 15 Mitgliedern, von denen die Hälfte unabhängige Sachverständige sein müssen. Der Preisüberwacher nimmt mit beratender Stimme an den Sitzungen teil. Gegenwärtig zählt die Wettbewerbskommission 12 Mitglieder. Dabei stellen der Schweizerische Gewerbeverband, die Economiesuisse, der Schweizerische Gewerkschaftsbund und der Schweizer Bauernverband je einen Vertreter.
Die Verbandsvertreter müssen in der Regel nicht in den Ausstand treten, wenn über ein Unternehmen, das dem betreffenden Verband angehört, entschieden wird. Neben diesen eigentlichen Interessenvertretern verfügen zahlreiche Mitglieder über Verwaltungsratsmandate oder andere Bindungen. Seit der Gesetzesrevision 2004 müssen die Kommissionsmitglieder ihre Interessen in einem Interessenbindungsregister offenlegen.
Präsidentin der Wettbewerbskommission ist seit 1. Januar 2023 Laura Melusine Baudenbacher, sie folgte auf Andreas Heinemann, der von 2018 bis 2022 das Amt innehatte. Sein Vorgänger war Vincent Martenet.

### Sekretariat
Aufgabe des Sekretariates ist, die Kommissionsgeschäfte vorzubereiten, die kartellrechtlichen Untersuchungen durchzuführen, der Kommission Antrag zu stellen und die Entscheide der Kommission zu vollziehen.
Das Sekretariat ist in die Abteilungen Produktemärkte, Infrastruktur, Dienstleistungen, Bau sowie Ressourcen und Logistik gegliedert. Das Sekretariat beschäftigt 72 Mitarbeiter (60,9 Vollzeitstellen, Stand 2017). Direktor des Sekretariates ist seit 1. August 2018 Patrik Ducrey, sein Vorgänger war Rafael Corazza.

### Kritik
An der Organisation der Wettbewerbskommission wurde wiederholt Kritik geübt. Bemängelt werden unter anderem
- die Interessenvertreter
- der Milizcharakter der Kommission
- die übermässige Grösse der Kommission
- die mangelhafte Trennung zwischen Untersuchungs- und Entscheidbehörde.
- dass der des Plagiierens überführte Henrique Schneider damals Mitglied der Weko sei[3], in der er schon früher für öffentlichen Wirbel gesorgt hatte.[4]

Der Vorentwurf zur Gesetzesrevision von 2004 sah vor, die Kommission auf 7 Mitglieder, die unabhängige Sachverständige sein müssen, zu verkleinern. Nach dem Vernehmlassungsverfahren wurde diese Änderung jedoch fallen gelassen.
Im Rahmen der Evaluation des Kartellgesetzes gemäss dessen Artikel 59a kam die Evaluationsgruppe Kartellgesetz im Jahr 2009 unter anderem bezüglich der Organisation und Zusammensetzung der Wettbewerbsbehörde zum Schluss, dass eine Revision notwendig sei. Insbesondere sei es notwendig, die Behörde unabhängiger zu gestalten (keine Interessenvertreter) und zu professionalisieren (Verkleinerung des Gremiums, Erhöhung des Expertenwissens, Anreizsetzung). Zudem wurde empfohlen, die bisherige Behörde, bestehend aus Kommission und Sekretariat, in eine einstufige Behörde umzuwandeln.

## Übergeordnete Instanzen
Gegen Verfügungen der Wettbewerbskommission kann beim Bundesverwaltungsgericht und anschliessend beim Bundesgericht Beschwerde erhoben werden.
Abreden und Verhaltensweisen von marktbeherrschenden Unternehmen, welche von der Wettbewerbskommission als unzulässig erklärt wurden, können vom Bundesrat aus überwiegendem öffentlichem Interesse ausnahmsweise zugelassen werden. Dasselbe gilt für untersagte Unternehmenszusammenschlüsse.

## Mitgliedschaft in internationalen Organisationen
Die Wettbewerbskommission ist Mitglied des International Competition Network und des Marchfeld Competition Forum.

## Personalbestand ab 2001
| Jahr | Vollzeitstellen |
| ---- | --------------- |
| 2001 | 38              |
| 2002 | 40              |
| 2003 | 42              |
| 2004 | 45              |
| 2005 | 46              |
| 2006 | 42              |
| 2007 | 43              |
| 2008 | 47              |
| 2009 | 47              |
| 2010 | 48              |
| 2011 | 48              |
| 2012 | 59              |
| 2013 | 62              |
| 2014 | 59              |
| 2015 | 56              |
| 2016 | 54              |
| 2017 | 54              |
| 2018 | 54              |
| 2019 | 56              |
| 2020 | 59              |
| 2021 | 60              |
| 2022 | 63              |
| 2023 | 64              |
| 2024 | 61              |